# Erlenbach
Erlenbach é uma comuna da Suíça, no Cantão Zurique, com cerca de 4.857 habitantes. Estende-se por uma área de 2,97 km², de densidade populacional de 1.635 hab/km². Confina com as seguintes comunas: Herrliberg, Küsnacht, Thalwil.
A língua oficial nesta comuna é o Alemão.